# Анисимов, Артемий Анисимович
Арте́мий Ани́симович Ани́симов (1783—1823) — русский скульптор; член Императорской Академии художеств, один из авторов скульптурного убранства здания Главного адмиралтейства в Санкт-Петербурге.

## Биография
Артемий Анисимов родился в 1783 году.
Обучаясь в Императорской Академии художеств (воспитанник ИАХ с 1788), получил малую серебряную (1801) большую серебряную и малую золотую (1802) за программу «Юпитер и Меркурий посещают, в виде странников, Филемона и Бавкиду»; большую золотую (1803) за программу «Жрецы и воины закалывают кинжалами двух христиан-варягов — отца с сыном, отказавшихся поклониться Перуну, по требованию верховного жреца Пламида, в присутствии князя Владимира».
По окончании 1 сентября 1803 года академического курса с аттестатом 1-й степени, Анисимов был определен в 1805 году в Академии, для надзора за скульптурными произведениями.
Звания академика он был удостоен в 1813 году за фигуры «Европы», «Африки» и других частей света, украшающих фасад старого адмиралтейства в городе Санкт-Петербурге; для того же фасада Анисимов делал украшения вместе с ректором Академии Феодосием Фёдоровичем Щедриным (аллегорические изображения Волги и Дона).
Кроме того, им исполнены: эскиз барельефа «Обретение образа Богоматери», фигуры для петербургского биржевого зала и две статуи муз для минералогического зала Горного корпуса (1820).
Артемий Анисимович Анисимов умер 11 февраля 1823 года.